# Ligue ACT 2007
La Ligue San Miguel ou Ligue ACT est la ligue de catégorie maximale d'aviron en Cantabrie. Elle a été créée par l'Association des Clubs de traînières le 2 juillet 2003 après l'accord conclu par les Gouvernements les Communautés Autonomes des Asturies, de Cantabrie, de Galice et du Pays basque.
L'été 2007 s'est déroulée la cinquième saison avec la victoire d'Urdaibai Campos Avia, la descente de Mecos Mondariz et la promotion de Tirán Pereira.

## Résultats
| Classement Points (Victoires) | Équipe                    | Nom de la Trainière | Localité (Province)                    |
| 1er. 198 (9)                  | Urdaibai Umpro Avia       | Bou Bizkaia         | Bermeo (Biscaye Pays basque)           |
| 2e. 187 (6)                   | Grupo Eibar Orio          | San Nikolas         | Orio (Guipuscoa Pays basque)           |
| 3e. 163 (1)                   | Hondarribia               | Ama Guadalupekoa    | Fontarrabie (Guipuscoa Pays basque)    |
| 4e. 138 (1)                   | Naturhouse Castro         | La Marinera         | Castro-Urdiales (Cantabrie )           |
| 5e. 137 (1)                   | Zarautz Inmobiliaria Orio | Enbata              | Zarautz (Guipuscoa Pays basque)        |
| 6e. 134                       | Pedreña                   | Marina de Cudeyo    | Pedreña, Marina de Cudeyo (Cantabrie ) |
| 7e. 96                        | San Pedro Elcomare        | Libia               | Pasaia (Guipuscoa Pays basque)         |
| 8e. 90                        | Zumaia Altuna y Uria      | Telmo Deun          | Zumaia (Guipuscoa Pays basque)         |
| 9e. 70                        | Laredo                    | La Pejinuca         | Laredo (Cantabrie )                    |
| 10e. 70                       | Cabo da Cruz              | Cabo da Cruz        | Boiro (La Corogne Galice)              |
| 11e. 58                       | Mecos Mondariz            | Mequiña             | El Grove (Pontevedra Galice)           |
| 12e. 43                       | Arkote                    | Plentziatarra       | Plentzia (Biscaye Pays basque)         |